# 移動橋

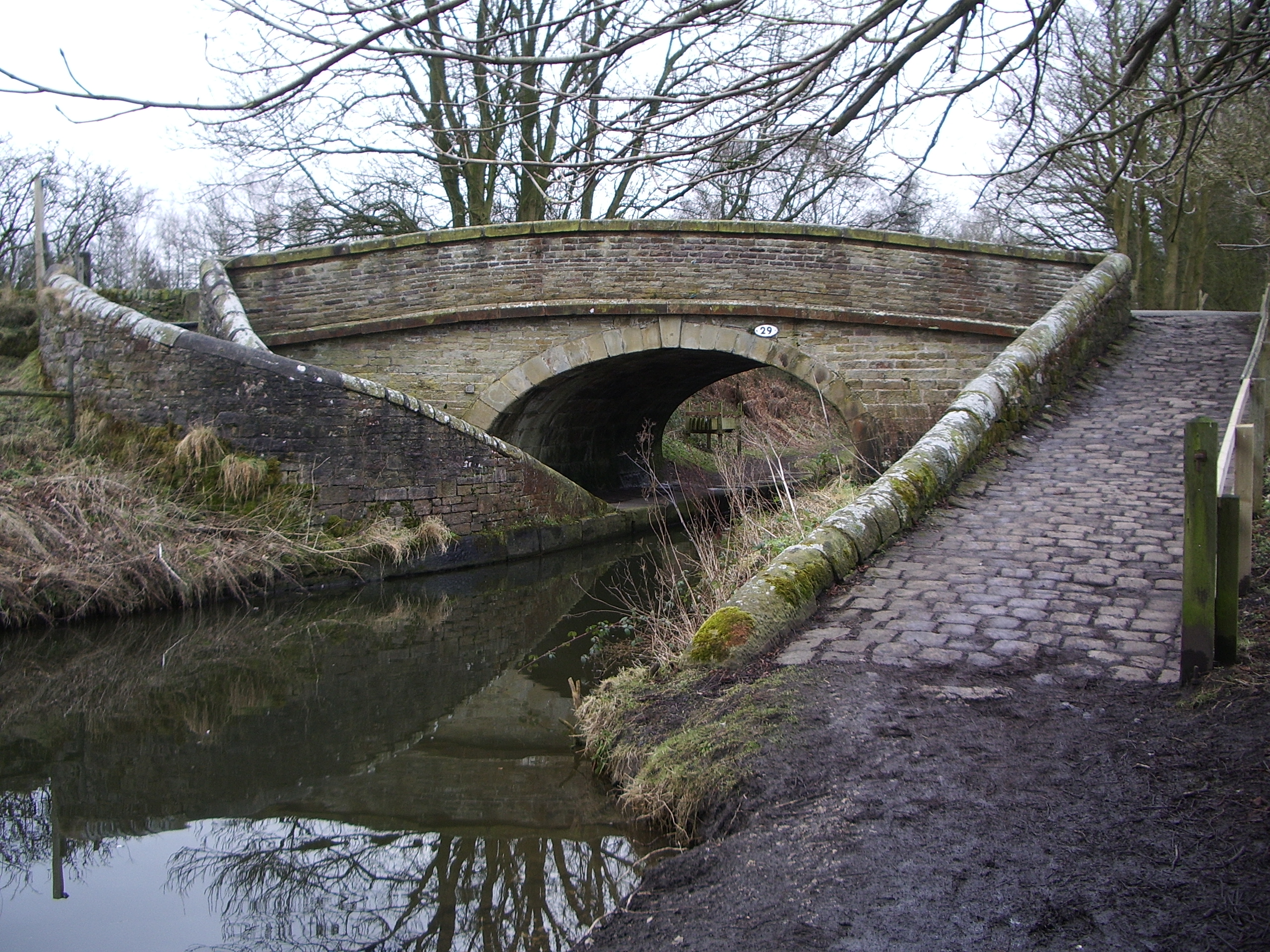
移動橋の例(左側の曳舟道がらせん状になっている)

移動橋（いどうきょう）とは、運河における曳舟道が運河を渡る場所に設けられる橋のことである。通常の橋のように単にZ字状に運河を渡る形では、船が橋を通過する際に曳舟のために用いるロープを一旦解く必要が発生する。橋のいずれかの側の曳舟道をらせん状にすることによりこの問題を解消したものが移動橋である。